# Jäskärl

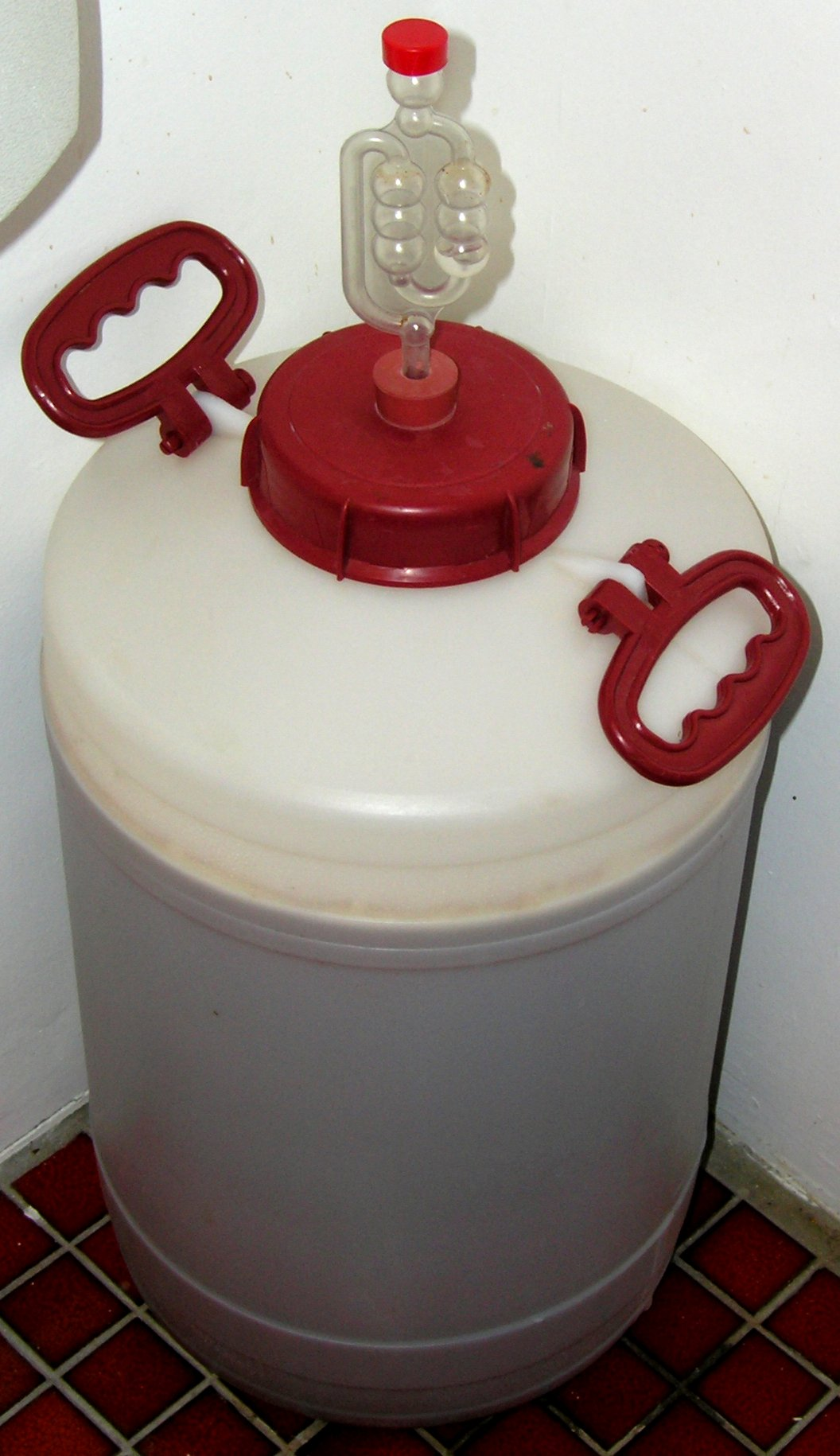
Ett jäskärl för hobbyskala.

Ett jäskärl är den behållare som används för att jäsa mäsk till alkoholhaltiga drycker. Hobbyjäsare använder ofta 30-liters plasthinkar, vilka kan köpas i vin- och essensbutiker.